# Département de Paraná
Pour les articles homonymes, voir Paraná.
Le département de Paraná est une des 17 subdivisions de la province d'Entre Ríos, en Argentine. Son chef-lieu est la ville de Paraná, qui est également la capitale de la province.
Le département a une superficie de 4 974 km2.
Sa population s'élevait à 319 614 habitants au recensement de 2001.

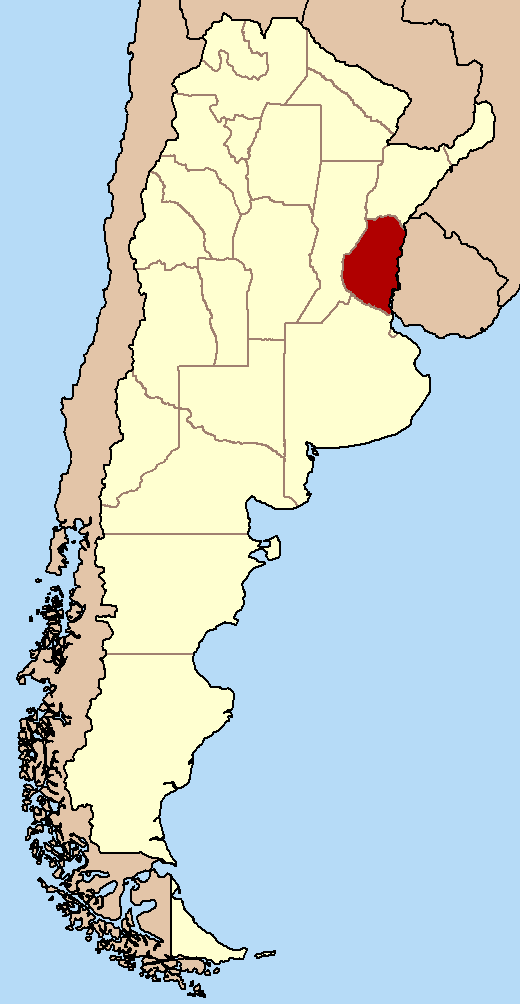
Localisation de la province d'Entre Ríos en Argentine.

## Villes et localités
- Aldea María Luisa
- Aldea San Rafael
- Aldea Santa María
- Aldea Santa Rosa
- Cerrito
- Colonia Avellaneda
- El Pingo
- Estación Sosa
- Gobernador Etchevehere
- Hasenkamp
- La Picada
- Las Tunas
- Paraná, chef-lieu
- Pueblo Bellocq (ou Las Garzas)
- Pueblo Brugo
- Sauce Montrull
- Sauce Pinto
- Seguí
- Tabossi
- Tezanos Pinto
- Villa Fontana
- Villa Hernandarias
- Villa Mantero
- Villa Urquiza